# Parkovací západka
Parkovací západka je část automatické převodovky, která zablokováním hřídele pevně spojeného s koly znemožní rotaci kol automobilu.
Parkovací západka je aktivována zvolením polohy P na volící páce automatické převodovky.

## Důvod existence
Mnoho řidičů zajišťuje odstavený vůz s manuální převodovkou dvěma způsoby:
- Ruční brzdou.
- Zařazením rychlostního stupně a tím zajištěním přímého spojení kol s klikovou hřídelí.

V případě selhání ruční brzdy je pak vozdilo stále zajištěno.
U automatických převodovek vybavených hydrodynamickým měničem momentu není možné zajistit odstavené vozidlo proti pohybu zařazením rychlostního stupně, protože:
- Na rozdíl od spojky v manuální převodovce, hydrodynamický měnič momentu nemá pevný přenos momentu na klikovou hřídel. Při případném samovolném rozjezdu se čerpadlo a turbína měniče mohou oproti sobě volně pohybovat.

- Na rozdíl od napevno zařazeného rychlostního stupně u manuální převodovky, rychlostní stupně u automatické převodovky jsou zařazeny hydraulickým systémem, ve kterém udržuje tlak čerpadlo hnané motorem. Po vypnutí motoru se tedy u automatické převodovky vždy "samočinně zařadí neutrál".

## Obvyklá konstrukce
Na hřídeli, který je pevně spojen s koly (obvykle výstupní hřídel převodovky), je umístěno speciální ocelové kolo s po obvodu pravidelně umístěnými výřezy, do nichž zapadá speciální vahadlo-zub, který převodovku a tím i vozidlo zcela zablokuje.

## Konstrukční úskalí
Ačkoliv na první pohled je parkovací západka zcela triviální zařízení, ve skutečnosti je to jeden z konstrukčně nejobtížnějších dílů automatické převodovky. Její konstruktér musí překonat tyto zásadní problémy:
- I při normálním použití je parkovací západka mimořádně namáhána součást, která zároveň v místě uchycení vahadla vyvolává mimořádně síly na skříň převodovky. Je potřeba zkonstruovat jak jednotlivé díly západky, tak skříň převodovky tak, aby nepraskaly, což by mělo za důsledek zničení převodovky.

- Je potřeba zabránit zařazení parkovací západky za vysoké rychlosti (vyšší než 3-5 km/h). V tomto případě by došlo tak jako tak k zničení převodovky, neboť v praxi není možno západku zkonstruovat tak, aby odolala takovým extrémním silám. V praxi se tomuto problému čelí speciálním tvarem kola a zubu, který zabraňuje zaskočení zubu do mezery, pokud se vozidlo pohybuje rychleji než 3-5 km/h.

- Je potřeba zajistit, že parkovací západku lze vyřadit (volící páku převodovky lze vysunout z polohy P) i pokud vozidlo stojí v prudkém svahu a je obsluhováno fyzicky slabým člověkem. Toho se také dosahuje speciálním tvarem zubu i kola.

- Pro úspěšné odvrácení výše uvedených úskalí je potřeba vysoká přesnost výroby.

- Mechanismus zařazení zubu do mezery musí být poměrně komplikovaný. Je potřeba zabránit rychlému vsunutí zubu do mezery, neboť to by mohlo mít za následek "úspěch" nežádoucího vsunutí zubu do mezery za rychlosti vozidla vyšší než 3-5 km/h. V praxi proto zub nezasouvá řidič přímo pákou, nýbrž touto pákou uvolňuje pružinu, která tlačí zub do kola.